# Циркулаторни систем људског срца
Циркулаторни систем људског срца чини читав сплет артеријских и венских крвних судова који снабдевају крвљу органе и ткива целог тела али и само срце тј. његов срчани мишић.
Срчане или коронарне артерије спадају у групу функционално терминалних крвних судова, чије су спојнице малог калибра, тако да у случају опструкције шупљине крвног суда најчешће долази до смањене оксигенације срчаног мишића, са последичним развојем акутног инфаркта миокарда различитог интензитета и локализације.

## Физиологија
Циркулаторни систем органа код човека је затвореног типа и чине га: крв, крвни судови и срце; лимфа, лимфни судови и лимфне жлезде. Овај систем организму омогућује размену кисеоника, хранљивих материја и у њега се излучују продукти размене материја из ћелија и ткива.
Циркулаторни систем се састоји од два подсистема, плућног (мали крвоток) и системског (велики крвоток) циркулаторног круга. Плућни круг обухвата све крвне судове у плућима и крвне судове који спајају плућа и срце. Системски круг обухвата све остале крвне судове и органе у организму. Главна разлика између ових циркулаторних подсистема је у саставу крви која пролази кроз њих.
Десно срце снабдева крвљу плућни циркулаторни кругу, док лево срце снабдева крвљу системски циркулаторни круг. Крв ова два подсистема се никад не меша (осим код дефекта преграде срца). Оба подсистема се састоје од великог броја капилара који чине мрежу крвних судова у којима се одвија размена молекула.
За крв која напусти плућне капиларе кажемо да је оксидована, јер је пуна молекула кисеоника, која се путем васкулаторног система транспортује до органа. У органима долази до размена материје, тј. кисеоник из „свеже“ крви се размени за угљен диоскид, од којег ћелије морају да се ослободе. Крв која носи угљендиоксид, назива се деоксидована крв, и транспортује се путем системског циркулаторног круга. У дијаграмима, ове две крве су обојене плавом (за ону која носи угљендиоксид) и црвеном (за ону која носи кисеоник).
Путања којом се крв транспортује и обиђе цео један круг унутар организма је следећа:
- Лева комора пумпа кисеоником обогаћену крв у аорту и артерије која транспортује крв у капиларе свих органа и ткива у системском циркулаторном кругу.
- Крв која на нивоу ткива постане деоксидована (осиромашена кисеоником) у системском циркулаторном кругу венским системом путује натраг у срце и у њега се улива путем горње и доње шупље вене у десну преткомору. Горња шупља вена је одговорна за прикупљање крви из органа изнад дијафрагме, док је доња шупља вена одговорна за прикупљање крви из органа испод дијафрагме.
- Из десне преткоморе крв отиче кроз тролисни залистак до десне коморе.
- Десна комора пумпа крв у плућне артерије, које даље кроз плућа спроводе деоксидовану крв. Плућне артерије су једине артерије у организму човека које спроводе деоксидовану крв.
- У плућима долази до размене материја, тј „стара“ деоксидована крв врши размену угљен-диоксид-а за кисеоник, и постаје оксидована крв, обогаћена кисеоником, која затим путује плућним венама до леве преткоморе.
- Из леве преткоморе, крв отиче кроз дволисни залистак и долази у леву комору, одакле поново започиње већ описани пут кретања крви.

## Срчана (коронарна) циркулација
Како је срчани мишић (миокард) пумпа која непрестано ради, од велике је важности да буде стално снабдевена довољном количином крви. Крв која испуњава срчане шупљине припада функционалном крвотоку и не може исхрањивати зидове срца. Зато мишићни систем срца поседује посебан крвоток или срчану (коронарну) циркулацију која се састоји од артерија, артериола, капилара, венула и вена. На срчану циркулацију отпада око 5 до 10% минутног волумена срца, што обезбеђује проток кроз срчане крвне судове од 250 до 350 см³ крви у минути, за време мировања. Ова количина (волумен) крви назива се коронарни проток, који у току напорног мишићног рада може да се увећа за 4 до 5 пута.
Нормална коронарна циркулација је главни предуслов за правилан и несметан рад срца. Срчану (коронарну) циркулација чини артеријски и венски систем крвних судова.

### Артеријски систем срца
Артеријски систем срца чине десна и лева срчана (коронарна) артерија (лат. a. coronaria dextra et sinistra). Ове артерије са на својим крајевима гранају у артериоле. Артериоле се затим гранају у велики број капилара. Срчане артерије излазе из почетног дела узлазне аорте, из синуса полумесечастих листића аортних залистака. Број срчаних артерија може изузетно варирати; тако нпр. циркумфлексна грана (лат. ramus circumflexus) леве срчане гране може формирати засебну артерију из левог синуса уз отвор за леву срчану артерију.
Лева срчана (коронарна) артерија
Лева коронарна артерија излази из левог синуса аортног ушћа и прошавши субперикардијално између плућне артерије и леве аурикуле протеже се кроз коронарни жлеб према лево, и на предњој страни срца дели се на:
- Предњу међукоморну грану, која се протеже кроз истоимену бразду на предњој страни срца
- Циркумфлексну грану, која наставља кроз коронарну бразду и пружа се према позади обилазећи плућну површину срца.[4]

Лева срчана артерија исхрањује леву преткомору и леву комору, предњи папиларни мишић у десној комори, мали део десне коморе плућни конус, део срчане преграде и предњи зид десне коморе.
Десна срчана (коронарна) артерија
Десна коронарна артерија излази из десног синуса аорталног ушћа, затим се након прелаза субперикардијално кроз коронарни жлеб пружа удесно, обилази десну ивицу срца, између плућне артерије и десне аурикуле, те се на предњој површини срца грана. Највећи огранак је задња међукоморна грана (лат. ramus interventricularis posterior) која се протеже кроз задњу међукоморну бразду на задњој страни до врха срца.
Десна срчана артерија исхрањује десну преткомору и комору, Кејт-Флаков чвор (енгл. Keith-Flack node) задњи део срчане преграде, задњи папиларни мишић у левој комори и задњу страну леве коморе и булбус аорте.

### Венски систем срца
Већим делом се срчане вене (лат. venae cordis) уливају у сабирну цистерну или коронарни синус (лат. sinus coronarius) која се налази у задњем делу срчане бразде. Коронарни синус се улива у десну преткомору. На његовом ушћу налази се залистак (валвула) сабирне цистерне. У области тупог срчаног руба у њу се улива велика срчана вена (лат. v. cordis magna), као и читав низ притока.
Велика срчана вена полази од врха срца и иде кроз предњу међукоморну бразду и улази у област коронарне бразде у коронарном синусу. Са задње стране крв скупља (лат. v.interventricularis posterior) која пролази кроз истоимену бразду. У области леве преткоморе формира се (лат. v. obliqua atrii sinistri Marschall), остатак Кувиеровог дуктуса. Постоје и читав низ сасвим малих срчаних вена (лат. vv. cordis minimae Thebesii) које се директно уливају у десну преткомору и десну комору.

## Поремећај (оштећење) функција срчане циркулације
Поремећај (оштећење) функција срчане (коронарне) циркулације доводи до срчане исхемије, ангине пекторис и смањених способности миокарда. Поремећаји најчешће настају као последица стварања атеросклеротског плака у коронарним артеријама, стварајући регионалне поремећаје протока крви кроз крвне судове срца. Прецизније, кад год коронарни проток падне испод онога који је потребан да задовољи метаболичке потребе срчаног мишића настаје исхемија срца; најчешће праћена инсуфицијенцијом срца, променама у електричној активности спроводног система срца (нпр фибрилација комора), инфарктом миокарда итд. За разлику од срчаних артерија срчане вене су обично без атеросклеротских плакова.